# Lope III de Vasconia
Lope III Centulo (vasco: Otsoa Wasco, francés: Loup Centulle, Gascon: Lop Centullo, latino: Lupus Centullus, español: Lope o Lobo Centulo, catalán: Llop Centoll) (muerto hacia el año 820) fue Duque de Vasconia brevemente de 818 hasta su deposición por Pipino I de Aquitania en 819. Era, hijo de García I, al que sucedió o de Centulo, hermano de Sancho I.
En el 818, la muerte de García dejó un vacío de poder en Vasconia que Lope intentó llenar. Lope se rebeló contra la autoridad de Pipino en Aquitania. Pipino respondió deprisa, no obstante, y entró en Vasconia, emitiendo un diploma en Castillon-sur-Dordogne al año siguiente. Depuso formalmente a Lope y envió a Berenguer de Tolosa y a Guerin de Auvernia a la región a expulsarle del poder. Fue reemplazado por Aznar Sánchez, que asumió también el poder en Aragón.
| Predecesor: García I | Duque de Vasconia 818-819 | Sucesor: Aznar |